# Кондратевський Сергій Михайлович
Сергі́й Миха́йлович Кондрате́вський (3 вересня 1965, село Шептаки, Новгород-Сіверський район, Чернігівська область — 26 вересня 2023) — український політик. Колишній народний депутат України. Член партії «Союз».

## Освіта
Харківський державний інститут культури (1989). Таврійський інститут підприємництва і права (1997), економіст.
Володіє англійською мовою.

## Кар'єра
- 1982-1983 — учень фрезерувальника, фрезерувальник ВО «Свема», місто Шостка.
- 1983-1985 — студент Харківського державного інституту культури.
- 1985-1986 — служба в армії.
- 1986-1989 — студент Харківського державного інституту культури.
- 1991-1996 — голова кооперативу «Юніор». Голова правління Кримського комерційного церковного банку. Генеральний директор «Торговий дім Кондратевських», місто Севастополь.
- 1996-1998 — депутат Верховної Ради Автономної Республіки Крим.

Фінансував відновлення храмів в Севастополі, будівництво житла для військовослужбовців і забезпечення водопостачання міста Севастополя. 15 травня 2002 оголошений в міжнародний розшук. 20 травня 2002 - затриманий в Москві.
Захоплюється благодійницькою діяльністю.

## Парламентська діяльність
Народний депутат України 3-го скликання з 12 травня 1998 до 14 травня 2002 від округу № 224 міста Севастополь. На час виборів: депутат Верховної Ради Автономної Республіки Крим, генеральний директор фінансово-промислового «Будинку Кондратевських» (місто Севастополь). Член фракції «Громада» (травень 1998 — березень 1999), фракції «Батьківщина» (березень — жовтень 1999), групи «Трудова Україна» (жовтень — грудень 1999), фракції «Громада» (1 — 2 грудня 1999), член групи «Трудова Україна» (з грудня 1999). Член Комітету з питань будівництва, транспорту і зв'язку (з липня 1998).

## Сім'я
Українець. Дочка Ганна (1995).

## Нагороди
Почесна грамота Кабінету Міністрів України (березень 2002).